# Verner von Heidenstam
Carl Gustaf Verner von Heidenstam (n. 6 iulie 1859 Olshammar (Örebro) - d. 20 mai 1940 Övralid ) a fost  un poet și prozator suedez, laureat al Premiului Nobel pentru Literatură în 1916.
Creația sa, înscrisă în registrul neoromantismului este animată de concepția idealismului estetic.
A inovat lirica națională introducând în poezie elemente ludice și baroce.

## Motivația Juriului Nobel
"ca o recunoaștere a importanței sale ca reprezentant al unei noi faze în beletristica noastră".

## Date biografice
Verner von Heidenstam provine dintr-o familie de diplomați și ofițeri. S-a născut în 1859 la conacul părintesc din Olshammar, lângă Vättern, unde și-a petrecut copilăria și în adolescență vacanțele de vară. Atmosfera din vechiul conac și copilăria lui lipsită de frați și surori, înclinația pentru fantezie și reverie în mijlocul naturii, au lăsat  amprente puternice în opera lui de mai târziu. Astfel, conacul din Olshammar apare în poezia "När kastanjerna blommade (Când castanii înfloreau).
La șaptesprezece ani se îmbolnăvește grav, abandonează școala și - conform indicațiilor medicale ale epocii - pleacă în lungi călătorii în sudul EuropaEuropei și în "Levant". La vârsta de douăzeci de ani pleacă la Roma pentru a studia pictura. Curând se căsătorește cu Emilia Uggla - împotriva dorinței familiei - și timp de șapte ani duce o viață instabilă, locuind în Italia, în Franța și în Elveția. Treptat se convinge că nu e dotat pentru pictură, ci pentru literatură. Are norocul să petreacă un timp în Elveția în preajma lui August Strindberg - care era deja un scriitor consacrat - prilej pentru Heidenstam de a cunoaște punctele de vedere radicale ale secolului al XIX-lea, însă fără să împărtășească și să înțeleagă gravele probleme sociale.
În 1887 se împacă cu tatăl său, care moare curând, și rămâne definitiv în Suedia. În 1888 este publicată prima sa culegere de poezii, Vallfart och vandringsår (Pelerinaj și ani de călătorii), care reprezintă o detașare față de lirica secolului al XIX-lea. Partea cea mai importantă a culegerii, Österländska minnem och myter (Mituri și amintiri orientale) reprezintă un protest atât împotriva ascetismului, cât și a cultului dezvoltării tehnicii și a progresului social. Ajunge, în această parte a culegerii, la un fel de admirație pentru lenea orientală, ca artă a unui mod de viață comod. Alte poezii din această culegere au coloratura poveștilor din "O mie și una de nopții", cu nota lor fantezistă și superficială, cu acceptarea indolenței ca mod de viață. Totuși, afișarea acestor "concepții", nu reprezintă decât un mod de a protesta împotriva unei literaturi învechite. Mica culegere de versuri de mai târziu, Ensamhetens tankar (Gândurile singurătății) îl prezintă pe Heidenstam ca un fin autoanalist, plin de nostalgia casei și a patriei. În proză, Heidenstam debutează cu un roman nesemnificativ, Endymion, tot pe motive orientale. Mai original este romanul Hans Alienus (1892), în care se dezbat probleme vechi și noi, lumea cavalerească și adânca filozofie. Hans Alienus, funcționar la Biblioteca Vaticanului, încearcă nu numai să se lămurească, ci să trăiască. Își caută dezlegarea în lumea frumosului și a plăcerii, în spiritul romantismului începutului secolului al XIX-lea.
Abia în 1895, Heidenstam publică culegerea de versuri, intitulată chiar Dikter (Versuri), în care devine el însuși, un patriot înflăcărat și un poet liric puternic, plin de o simțire caldă. Incursiunile istorice sunt profund personale și impregnate de un patriotism luminat. Vagabondajul său prin țări străine, ani de-a rândul, îl consideră acum ca pe o rătăcire regretabilă. În poezia För mig finns ingen väg fran hemmets dör (Pentru mine nu este nici o cale dincolo de poarta casei), Heidenstam remarcă "sentimentul de dragoste pentru patrie ca ceva instinctiv, aproape animalic" de care este animat.

### Poezie
- Vallfart och vandringsår (Anii de pelerinaj și rătăciri) (1888)
- Endymion (1889)
- Hans Alienus (1892)
- Dikter (Poeme) (1895)
- Nya dikter (Noi poeme) (1915)

### Romane istorice
- Karolinerna (Oamenii lui Carol) (1897-1898)
- Copacul Folkungarilor (1905-1907).